# Hardwicke (Stroud)
Hardwicke – wieś i civil parish w Anglii, w hrabstwie Gloucestershire, w dystrykcie Stroud. Leży 7 km na południowy zachód od miasta Gloucester i 153 km na zachód od Londynu. W 2011 roku civil parish liczyła 3901 mieszkańców.